# Lucie Höflich
Lucie Höflich, pseudonimo di Helene Lucie von Holwede (Hannover, 20 febbraio 1883 – Berlino, 9 ottobre 1956), è stata un'attrice e insegnante tedesca.

## Biografia

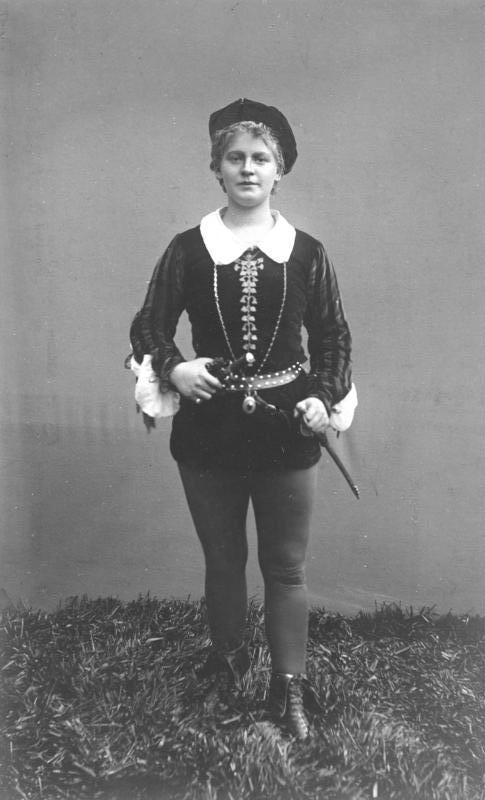
Lucie Höflich nel 1907

Figlia di Georg Polite (1854-1906), attore e regista al Konzerthaus di Berlino, sin da bambina, la Höflich respirò l'atmosfera del teatro e all'età di sedici anni debuttò al Teatro di Bydgoszcz, per poi trasferirsi a Norimberga, a Vienna ed infine al Deutsches Theater di Berlino dove effettuò prevalentemente la sua carriera fino al 1932. Proprio in questo importante teatro berlinese, la Höflich espresse le sue migliori stagioni nel campo recitativo, grazie anche alla sapiente mano del drammaturgo, regista e produttore teatrale austriaco Max Reinhardt, che la portò in tournée in numerosi Paesi europei, quali l'Ungheria, la Danimarca, la Svezia, il Belgio.
Le sue qualità artistiche che la misero in evidenza risultarono la spontaneità, la naturalezza, la completezza delle caratterizzazioni, il senso della misura, la vitalità. I suoi migliori risultati li ottenne con interpretazioni di tendenze realistiche e naturalistiche e personaggi ossessionati. A Berlino si esibì, tra gli altri, nei personaggi di Margherita (Goethe), di Maria Maddalena (Hebbel), di Nora (Ibsen), di Rose Bernd (Hauptmann), riscuotendo un ottimo consenso di critica teatrale e di pubblico.
La sua carriera cinematografica incominciò nel 1913 con i film muti, e se questa carriera non le diede i grandi successi di quella teatrale, le consentì di togliersi belle soddisfazioni con importanti parti in vari film, tra i quali Ohm Kruger l'eroe dei Boeri diretto da Hans Steinhoff nel 1941. Nel 1933 la Höflich sospese la sua carriera per motivi politici, per dirigere, dapprima, la Scuola teatrale di Stato di Berlino e poi la scuola di recitazione al Berlin Volksbühne.
Negli anni quaranta alternò qualche apparizione teatrale, al Volksbühne e al Teatro Schille con gli insegnamenti e la direzione delle scuole di recitazione e della Accademia teatrale di Berlino. Nella sua carriera di insegnante, la Höflich ebbe come allievi, tra gli altri, Marianne Hoppe e Lilli Palmer. La Höflich si sposò una prima volta con lo storico dell'arte Georg Anton Mayer e successivamente con l'attore Emil Jannings, assieme al quale collaborò in svariate pellicole. Nel 1957, la sua recitazione nel film Anastasia, die letzte Zarentochter (La storia di Anastasia, 1956) ricevette l'ambito premio, postumo, Deutscher Filmpreis.

## Filmografia
- Gendarm Möbius, regia di Stellan Rye (1914)
- Freie Liebe, regia di Max Mack (1919)
- Maria Magdalene, regia di Reinhold Schünzel (1920)
- Katharina die Große, regia di Reinhold Schünzel (1920)
- Der langsame Tod, regia di Carl Wilhelm (1920)
- Die Bestie im Menschen, regia di Ludwig Wolff (1920)
- Die Ratten, regia di Hanns Kobe (1921)
- Die Erbin von Tordis, regia di Robert Dinesen (1921)
- Seefahrt ist Not!, regia di Rudolf Biebrach (1921)
- Ein Glas Wasser, regia di Ludwig Berger (1923)
- Nora, regia di Berthold Viertel (1923)
- Die Straße, regia di Karl Grune (1923)
- La favola di Cenerentola (Der verlorene Schuh), regia di Ludwig Berger (1923)
- Der geheime Agent, regia di Erich Schönfelder (1924)
- Kaddisch, regia di Adolf E. Licho (1924)
- Götz von Berlichingen zubenannt mit der eisernen Hand, regia di Hubert Moest (1925)
- Tartufo (Herr Tartüff), regia di Friedrich Wilhelm Murnau (1925)
- Sogno d'un valzer (Ein Walzertraum), regia di Ludwig Berger (1925)
- Das Haus der Lüge, regia di Lupu Pick (1926)
- Bara en danserska, regia di Olaf Morel (Olof Molander) (1926)
- Das gefährliche Alter, regia di Eugen Illés (1927)
- Der Biberpelz, regia di Erich Schönfelder (1928)
- Manege, regia di Max Reichmann (1928)
- 1914, die letzten Tage vor dem Weltbrand, regia di Richard Oswald (1931)
- Zum goldenen Anker, regia di Alexander Korda (1932)
- Strafsache von Geldern, regia di Willi Wolff (1932)
- Der weiße Dämon, regia di Kurt Gerron (1932)
- Kampf, regia di Erich Schönfelder e Haro van Peski (1932)
- Segreto ardente (Brennendes Geheimnis), regia di Robert Siodmak (1933)
- Peer Gynt, regia di Fritz Wendhausen (1934)
- Il corriere dello zar (Der Kurier des Zaren o Michel Strogoff. Le Courrier du tzar), regia di Richard Eichberg (1936)
- Der Raub der Sabinerinnen, regia di Robert Adolf Stemmle (1936)
- Familienparade, regia di Fritz Wendhausen (1936)
- La doppia vita di Elena Gall (Schatten der Vergangenheit), regia di Werner Hochbaum (1936)
- Fridericus, regia di Johannes Meyer (1937)
- Die Warschauer Zitadelle, regia di Fritz Peter Buch (1937)
- Un dramma al circo (Manege), regia di Carmine Gallone (1937)
- Starke Herzen, regia di Herbert Maisch (1937)
- Stimme des Blutes, regia di Carmine Gallone (1938)
- La grande conquista (Der Berg ruft!), regia di Luis Trenker (1938)
- La signora del 3 piano (War es der im 3. Stock?), regia di Carl Boese (1939)
- La vita del dottor Koch (Robert Koch, der Bekämpfer des Todes), regia di Hans Steinhoff (1939)
- Ballerine intorno al mondo (Wir tanzen um die Welt), regia di Karl Anton (1939)
- La volpe insanguinata (Der Fuchs von Glenarvon), regia di Max W. Kimmich (1940)
- Ohm Kruger l'eroe dei Boeri (Ohm Krüger), regia di Hans Steinhoff e, non accreditati, Karl Anton e Herbert Maisch (1941)
- Das große Spiel, regia di Robert Adolf Stemmle (1942)
- Weiße Wäsche, regia di Paul Heidemann (1942)
- I pagliacci, regia di Giuseppe Fatigati (1943)
- Dono di primavera (Altes Herz wird wieder jung), regia di Erich Engel (1943)
- Lache Bajazzo, regia di Leopold Hainisch (1943)
- Cielo senza stelle (Himmel ohne Sterne), regia di Helmut Käutner (1955)
- Anastasia l'ultima figlia dello zar (Anastasia - Die letzte Zarentochter), regia di Falk Harnack (1956)